# Michael van Langren

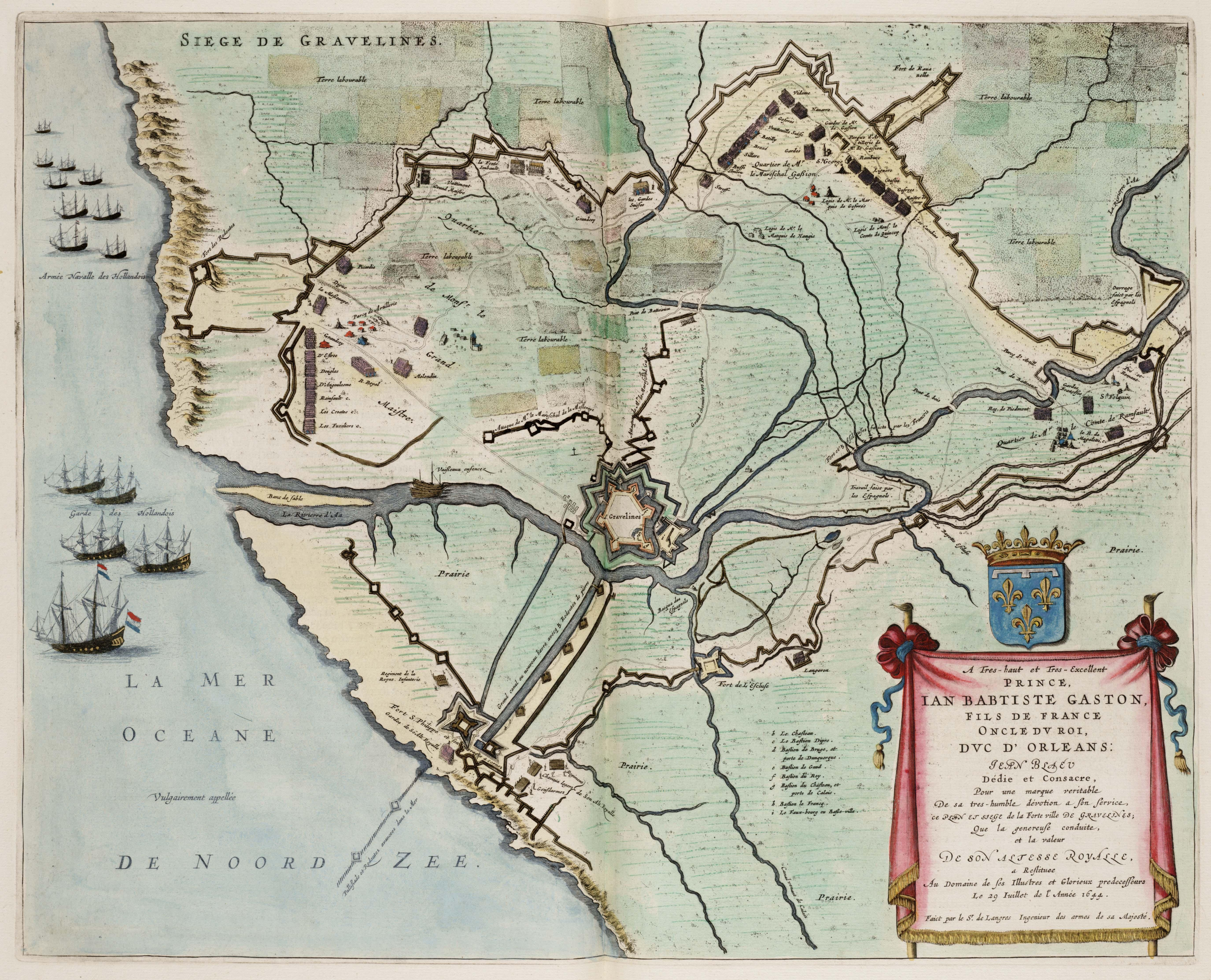
Plànol de Gravelines, obra de van Langren (Atles van Loon, 1644

Michael van Langren   (Amsterdam, 1598 - àrea metropolitana de Brussel·les i Brussel·les, 1675), Michael Florent Van Langren, va ser un astrònom i cartògraf que va treballar al servei de la Monarquia Hispànica. El seu nom llatinitzat és Langrenus. És conegut pels seus mapes de la Lluna, en els quals per primera vegada va proposar una nomenclatura per als seus accidents geogràfics.

## Família
Michael Van Langren era el membre més jove d'una família de cartògrafs neerlandesos. El seu avi, Jacob Floris Van Langren va néixer en Gelderland però es va traslladar als Països Baixos meridionals i més tard a Amsterdam, on van néixer els seus fills Arnoldus i Henricus. Inusualment, cada membre de la família va retenir el segon nom Floris (o Florent). Jacob i els seus fills van produir en 1580 un globus terrestre i un altre celestial. El globus celestial estava basat en les dades astronòmiques proporcionades per Rudolf Snellius (pare de Willebrord Snellius), mentre que Petrus Plancius va col·laborar en l'edició de 1589 (ha arribat als nostres dies una parella d'aquests globus de 1586). En 1592, el govern dels Estats Generals dels Països Baixos va concedir a la família Van Langren el monopoli de la producció de globus cartogràfics, la qual cosa va ocasionar una sèrie de disputes amb Jodocus Hondius.
Arnold i Henricus també van produir mapes. Els seus mapamundis de mitjan 1590 van ser delineats principalment a partir dels mapes de Plancius o d'Ortelius, però de vegades van incloure novetats basades en descobriments recents, com per exemple l'illa de Nova Terra o la península de Corea.
Arnold es va mudar amb la seva família (inclosos els seus fills Jacob i Michael) d'Amsterdam a Anvers al voltant de l'any 1609, durant la treva entre la Monarquia Hispànica i els rebels protestants. Va aconseguir el títol de "Sphérographe de leurs Altesses" i l'administració espanyola li va atorgar una subvenció de 300 lliures per a les despeses del seu trasllat.
Michael Van Langren no va rebre educació universitària, dedicant-se a la cartografia i a l'enginyeria. Va servir com Cosmògraf i Matemàtic Real del rei Felip IV de Castella, sent afavorit el seu treball pel patrocini de la Infanta Isabel Clara Eugenia.

## Contribucions

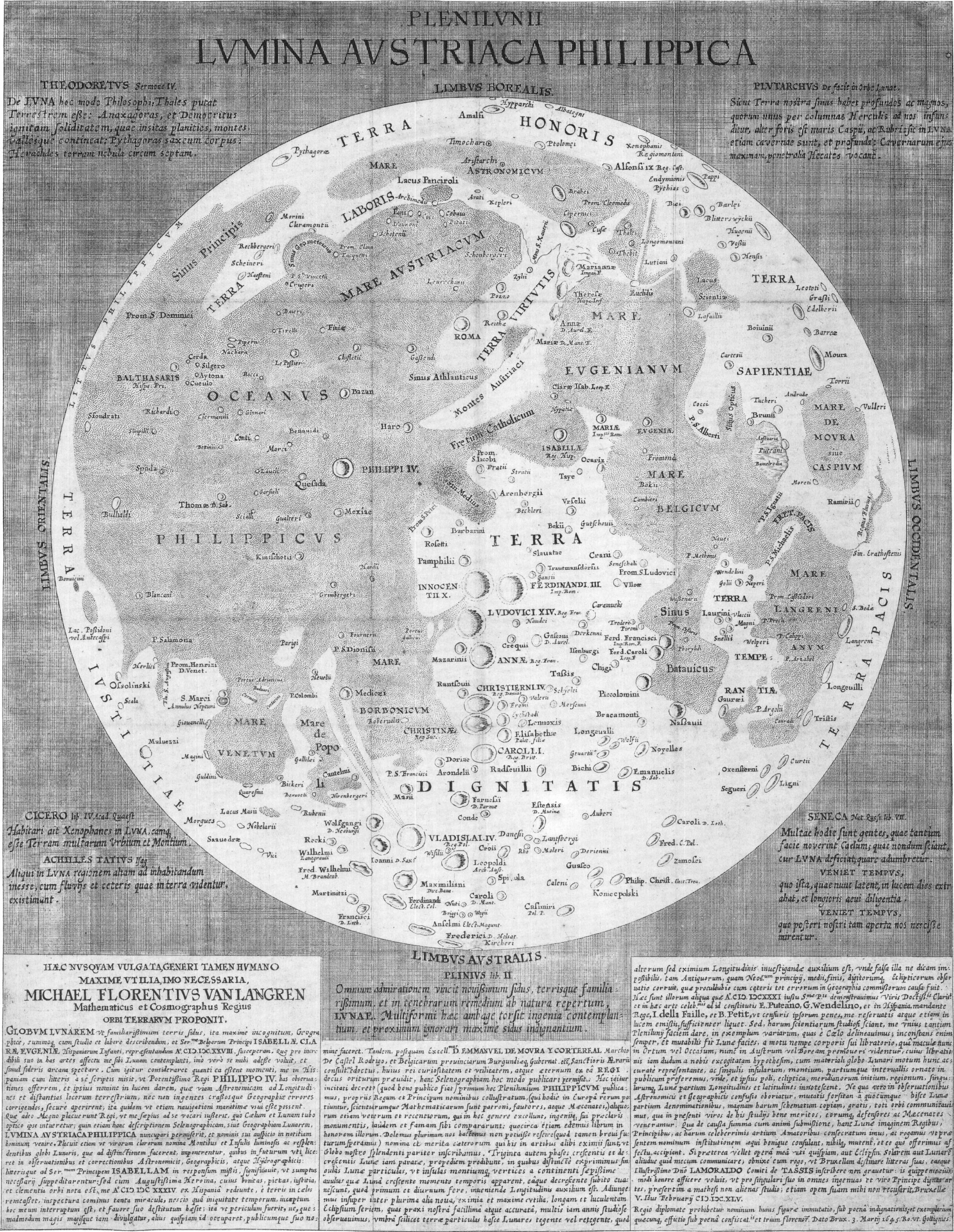
Mapa de la Lluna publicat per Langren en 1645.

Entre les seves contribucions més significatives estan els seus intents per determinar la longitud geogràfica. Per mostrar la magnitud del problema, va crear la primera gràfica coneguda de dades estadístiques, mostrant l'àmplia gamma d'estimacions de la diferència de longitud entre les ciutats de Toledo i Roma. Va estimar que podia millorar-se l'exactitud de la determinació de la longitud, particularment en la mar, observant quan apareixen i desapareixen cims i cràters de la Lluna, no només durant els eclipsis de Lluna, sinó també en el curs de tota la llunació.
Això el va portar a realitzar un mapa de la Lluna (publicat en 1645), i fins i tot es va plantejar produir mapes de la Lluna en trenta fases diferents, però mai va arribar a escometre-ho. Va ser el primer a assignar noms als accidents geogràfics lunars, encara que pocs d'aquests noms van perdurar per correspondre en la seva majoria a monarques, científics o artistes catòlics.

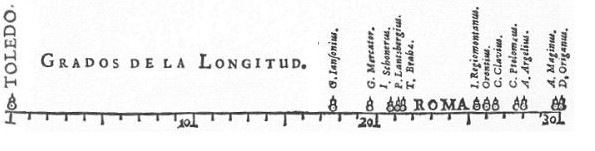
Gràfic de dades estadístiques, mostrant l'àmplia gamma d'estimacions de la diferència de longitud entre Toledo i Roma.

També va publicar les seves observacions del cometa de 1652, C/1652 I1. Va confeccionar diversos mapes dels Països Baixos Espanyols; i va concebre plans per a un port proper a Dunkerque, millores al port d'Oostende, plans per dragar els canals d'Anvers, mesures de control de les inundacions, i una sèrie de fortificacions.

## Reconeixements
- El cràter lunar Langrenus conserva el nom que Michael van Langren li va posar en el seu propi honor.[2]